# Chilov
Chilov (Çilov ou Zhiloy ou Jiloi) est une île de la Mer Caspienne, située à l'extrémité de la Péninsule d'Abşeron en Azerbaïdjan, à 55 km à l'est de Bakou.
Un gisement de pétrole et de gaz y a été découvert dès 1781.

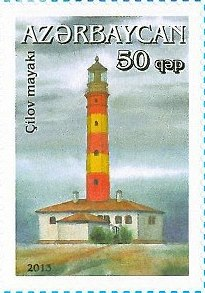
Phare de l'île Çilov

Sa superficie est d'environ 6 km2.
Un phare est situé sur l'île.